# Karmiciel wszy
Karmiciel wszy – osoba hodująca na swoim ciele wszy w celach laboratoryjnych.

## Działalność Rudolfa Weigla
Prekursorem stosowania wszy jako zwierzęcia laboratoryjnego do hodowli zarazka tyfusu był polski biolog Rudolf Weigl. Stosował on wszy ludzkie podgatunku pediculus humanus corporis, a także opracowaną przez siebie krzyżówkę laboratoryjną nazwaną pediculus vestimenti.
W założonym przez prof. Weigla (jeszcze przed wojną) we Lwowie Instytucie Badań nad Tyfusem Plamistym i Wirusami, w czasie okupacji niemieckiej jako karmiciele wszy zatrudniani byli, pozbawieni innych środków do życia, liczni lwowscy inteligenci. Zatrudnienie w instytucie dawało specjalną ochronę. Zatrudnieni otrzymywali m.in. dodatkowe przydziały żywności. Legitymacje instytutu stwarzały możliwość swobodnego poruszania się po mieście (w przypadku karmicieli wszy laboratoryjnych istniało uzasadnienie co najmniej dwukrotnego wychodzenia z domu w ciągu dnia).

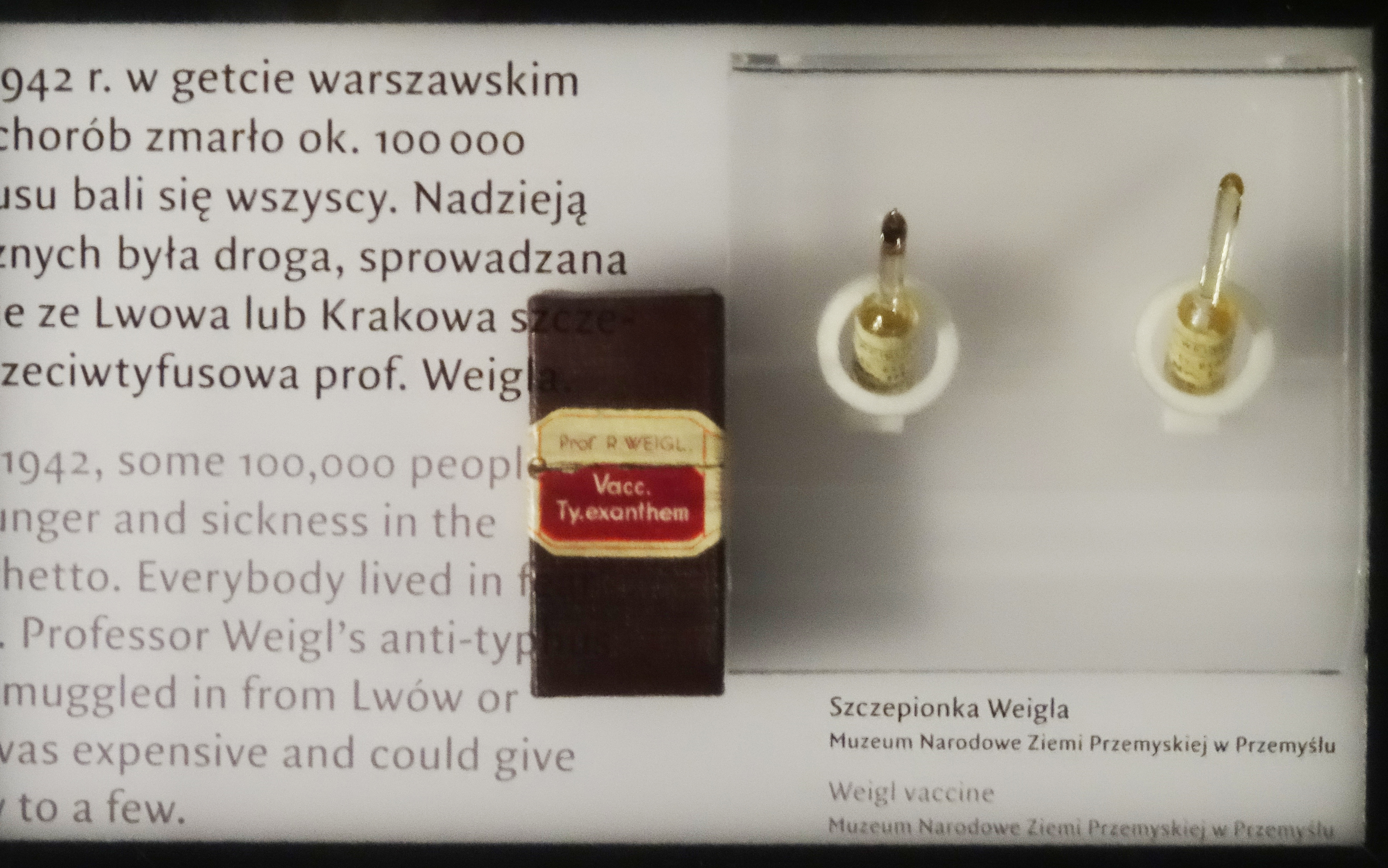
Szczepionka przeciwtyfusowa prof. Rudolfa Weigla w Muzeum Historii Żydów Polskich w Warszawie

Przez instytut przewinęło się ponad 2000 ludzi (pracowników i karmicieli). Bardzo często o przyjęciu do pracy decydował, poza względami zdrowotnymi, stopień zagrożenia ze strony okupanta. Wśród karmicieli byli liczni ludzie nauki i kultury oraz członkowie Państwa Podziemnego, szczególnie narażeni na represje okupantów. „Przywileje” ułatwiały zaangażowanie w działalność konspiracyjną, z tego względu osoby związane z działalnością podziemną pracowały przeważnie właśnie w instytucie jako karmiciele.
Karmicielami wszy byli m.in.: jako pierwsi – członkowie rodziny profesora, w tym jego żona Zofia Weigl, także biolog i bliska współpracownica, Stefan Banach, Feliks Barański, Jerzy Broszkiewicz, Józef Chałasiński, Leszek Elektorowicz, Zbigniew Herbert, Adam Hollanek, Artur Hutnikiewicz, Alfred Jahn, Bronisław Knaster, Aleksander Kosiba, Seweryn Krzemieniewski, Jan Noskiewicz, Lesław Ogielski, Władysław Orlicz, Tadeusz Remer, Stanisław Pilawski, Stanisław Skrowaczewski, Stefania Skwarczyńska, Kazimierz Smulikowski, Mirosław Żuławski.

## Technika karmienia
Karmienie wszy odbywało się na nogach (podudziu u mężczyzn i udach u kobiet, aby ukryć ślady pod odzieżą), na których umieszczano od 7 do 11 klatek mocowanych do nogi gumową taśmą o szerokości podwiązki. Jedna ze ścianek klatki zrobiona była z siatki i tą stroną pudełka przyciskano do skóry. Przez otwory siatki wszy sięgały do skóry i przez około 45 minut mogły ssać krew. W miarę pożywiania się wszy przybierały ciemny kolor. Karmienie wykonywano raz dziennie przez około 12 dni. Miejsca karmienia odpowiadały rozmiarom pudełek i miały wymiary ok. 2,5 × 5 cm.

## Odniesienia w kulturze
Zawód karmiciela wszy w Instytucie Weigla wykonuje Michał, główny bohater filmu wojennego Trzecia część nocy – postać kreowana przez Leszka Teleszyńskiego. Współautorem scenariusza był jeden z karmicieli – Mirosław Żuławski. W serialu Polskie drogi jako karmicielka wszy pracuje Basia Białasówna (grana przez Jadwigę Jankowską-Cieślak), narzeczona Władysława Niwińskiego – jednego z głównych bohaterów, a pokazanie uda z widocznymi śladami po ukąszeniach przez wszy ratuje ją przed aresztowaniem. Karmicielką wszy jest także bohaterka wiersza i pieśni Jacka Kaczmarskiego – Nawiedzona wiek XX. W filmie biograficznym „Sztuka kochania. Historia Michaliny Wisłockiej” ukazane jest zaangażowanie bohaterki oraz jej męża w karmienie wszy.